# Like
Like, la leyenda (o simplemente Like) es una telenovela juvenil mexicana creada y producida por Pedro Damián para Televisa, en el 2018. Se estrenó en Las Estrellas el 10 de septiembre de 2018 en sustitución de La jefa del campeón, y finalizó el 20 de enero de 2019 siendo reemplazado por Ringo.
Está protagonizada por Roberta Damián, Ale Müller, Macarena García Romero, Anna Iriyama, Carlos Said, Mauricio Abad, Santiago Achaga y Víctor Varona junto a Christian Chávez y Cecilia de la Cueva como protagonistas adultos, con Óscar Schwebel, Adriana Nieto, Bernie Paz, Zoraida Gómez, Carlos Marmen, Karla Cossío, Amairani, Candela Márquez, Rodrigo Murray, Isela Vega y Sergio Klainer.

## Trama
La telenovela gira en torno a un grupo de estudiantes que asisten a una prestigiosa y cosmopolita institución educativa, el «Life Institute of Knowledge and Evolution» por sus siglas, en él se enfrentarán a los diversos problemas que vive un adolescente durante su paso por la escuela preparatoria.

## Reparto
- Roberta Damián como Antonia de Haro Mondragón
- Ale Müller como Emilia Ruiz Ayala
- Víctor Varona como Silverio Gil de la Reguera
- Macarena García Romero como María Asunción "Machu" Salas Oliver
- Anna Iriyama como Keiko Kobayashi[8]
- Mauricio Abad como Ulises Reyes Moreno
- Santiago Achaga como Claudio Meyer
- Carlos Said como León Rubio Santiago
- Bernardo Flores como Pablo Valentín Ferrer
- Violeta Alonso como Manuela Gandia Baro
- Diana Paulina como Romina Flores
- Luz Aldán como Graciela "Chela" Godínez
- Eduardo Barquin como Kevin Meyer
- Briggitte Bozzo como Kathy Alonso
- Wendy Braga como Brenda Santiago de Rubio
- Catalina Cardona como Jessica Martínez Vázquez
- Gina Castellanos como Victoria Rivas Durán[9]
- Rodrigo Massa como Richie Comanche[10]
- Cecilia de la Cueva como Soledad "Sole" Salas Oliver[9]
- Christian Chávez como Gabriel Rey "Gabo"[9]
- Manoly Díaz como Fabrizio Gante[9]
- Sebastián Gutiérrez como Jorge
- Julieth Herrera como Idalia
- Sergio Klainer como Íñigo
- Julia Maqueo como Regina Gil de la Reguera
- Patricia Maqueo como Renata Gil de la Reguera
- Candela Márquez como Candela Carrillo Godínez[9]
- Rodrigo Murray como Armando "El Güero" Gil
- Gabriel Navarro como Javier Meyer
- Flávio Noguéira como Thiago Souza Peralta
- David Ramírez como Govinda Ravi
- Gustavo Rincón como Mario
- Pía Sanz como Rosario de Meyer
- Zuri Sasson Lobaton como Daniel Cohen Masip
- Óscar Schwebel como Humberto del Águila Ramírez[9]
- Carolina Sepúlveda como Marcela Flores[11]
- Sahit Sosa como Abel Rubio Santiago[9]
- Olink Velázquez como Silvia
- Lenny Zundel como Jacobo
- Gabriela Zamora como Rosa
- Amairani como María Inés Oliver
- Zoraida Gómez como Isadora Granados[9]
- Mar Contreras como Isaura
- Enoc Leaño como Baldomero Rubio
- Adriana Nieto como Martha Moreno de Reyes
- Isela Vega como Eduarda "Lala"
- Bernie Paz como Rodolfo Reyes
- Robert Coronel como Luca / Marcos Santodomingo
- Karla Cossío como Clara Mondragón de Haro
- Reynaldo Rossano como Chuy[12]
- Alfonso Iturralde como Bernardo
- Rafael Nieves como Germán de Haro
- Rodrigo Morales como Martín de Haro Mondragón
- Daphne Montesinos como Valeria
- Marcela Muñoz como Jackie
- Werner Bercht como Juan
- Analay Rodríguez como Wanda
- Stephanie Saade como Yourlady
- Irving Peña como Miguel Valentín
- Jordi Rosh como Pascual
- Andrés Baida como Pepe Toledo
- Kevin Rogers como Sebastián
- Carlos Marmen como Felipe
- Óscar Cano como Lalo
- Eloy Ganuza
- Arturo García Tenorio como Fausto
- Martha Sabrina como Laura
- Ana Valeria como Daniela
- Miranda Kay como Tamara Santodomingo

## Producción

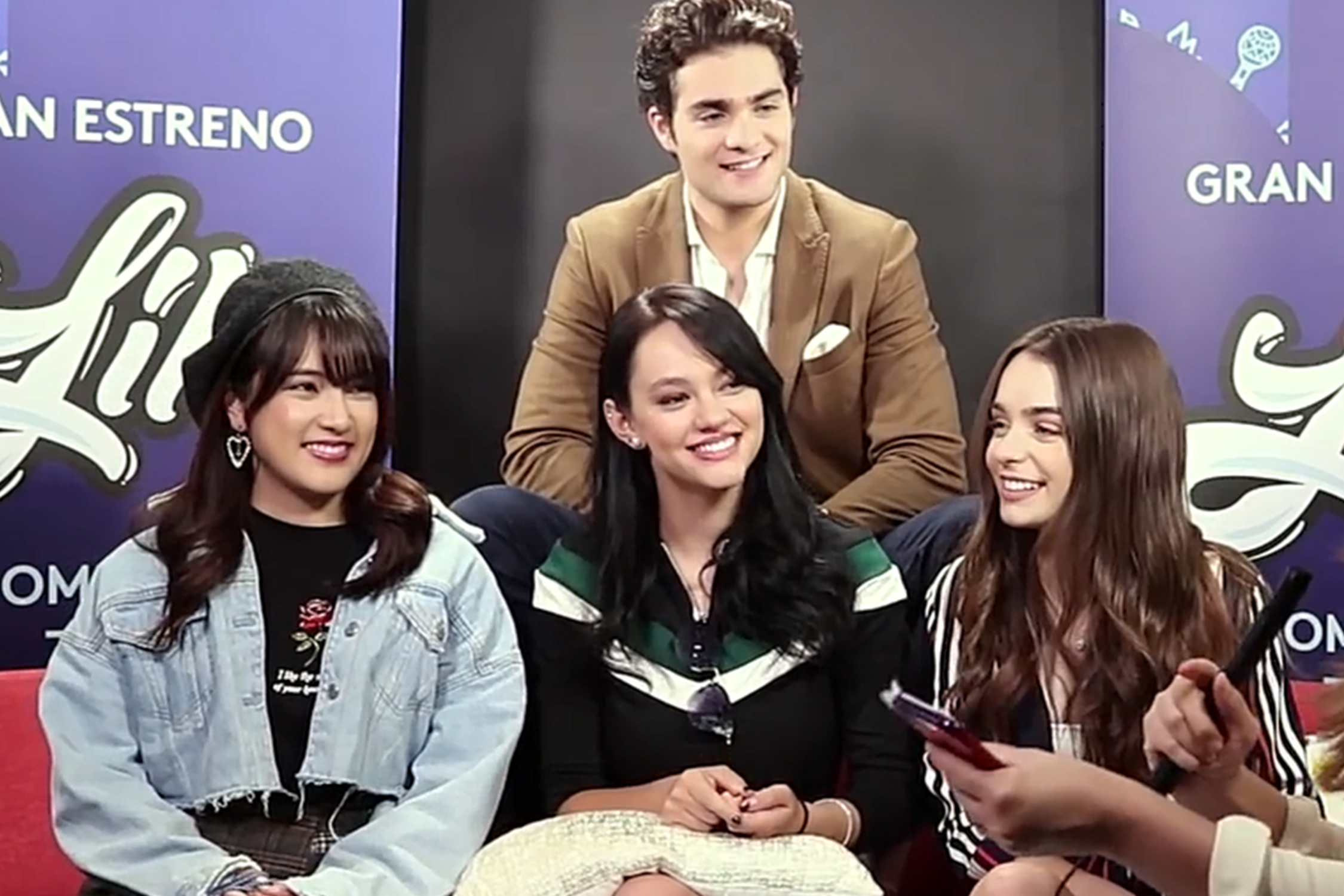
Parte del elenco de la telenovela

La telenovela es producida y creada por Pedro Damián tomando como inspiración su producción de 2004 Rebelde. El vestuario de los personajes es el mismo que se utilizó para Rebelde, al igual que la institución en donde se desarrolla gran parte de la producción. El inicio  de las grabaciones empezaron el 12 de marzo de 2018 en una de las casas viejas de la Ciudad Dorada de Jerusalén en Israel. Y posteriormente se confirmó oficialmente el inicio de la producción el 4 de abril de 2018 en el foro 14 de Televisa San Ángel. Es grabada mayormente en México, pero también en países como Brasil, Perú, Japón e Israel. Para la selección del elenco Pedro Damián buscó nuevos talentos y jóvenes de distintas nacionalidades para iniciar la producción. El título de la telenovela se inspiró del instituto a donde asisten los personajes conocido como «Life Institute of Knowledge and Evolution», en español «Instituto de Vida Conocimiento y Evolución» o simplemente «L.I.K.E»

### Música
El primer sencillo de la telenovela titulado «Este movimiento», se estrenó oficialmente el 10 de julio de 2018, a través de la cuenta oficial en Youtube de la telenovela. El sencillo es interpretado por los protagonistas de la serie, quienes junto conforman la banda Like, la canción también sirve como tema de apertura para la telenovela. La banda se presentó oficialmente por primera vez en los Premios Juventud de 2018. El segunda tema de apertura utilizado para la telenovela se titula «Contigo» compuesto por Santiago Achaga. El tercer tema de apertura se titula «Vamos a arreglarnos» y fue compuesto por Jimmy Saravia.

## Audiencias
| Temporada | Horario (CT) | Episodios | Primera emisión          | Primera emisión      | Última emisión      | Última emisión       | Prom. de espectadores (millones) |
| Temporada | Horario (CT) | Episodios | Fecha                    | Audiencia (millones) | Fecha               | Audiencia (millones) | Prom. de espectadores (millones) |
| --------- | --- | --------- | ------------------------ | -------------------- | ------------------- | -------------------- | -------------------------------- |
| 1         | lunes a viernes 18:30 - 19:30 h. (eps. 1-20) lunes a viernes 17:30 - 18:30 h. (eps. 21-95) domingo 16:20 - 18:30 h. (ep. 96) | 96        | 10 de septiembre de 2018 | 2.9                  | 20 de enero de 2019 | —                    | —                                |

### Especiales
| N.º | Título                    | Fecha de emisión original |
| --- | ------------------------- | ------------------------- |
| 1 | «Like El Origen, Parte 1» | 1 de septiembre de 2018   |
| Especial sobre cómo se creó la telenovela, se creó el elenco, el vestuario y el diseño del decorado.            |                           |                           |
| 2 | «Like El Origen, Parte 2» | 8 de septiembre de 2018   |
| Especial sobre la llegada del elenco y equipo de producción a Israel y su presentación en los Premios Juventud. |                           |                           |

## Premios y nominaciones

### Premios TVyNovelas 2019
| Categoría                  | Nominados                      | Resultados |
| -------------------------- | ------------------------------ | ---------- |
| Mejor telenovela           | Pedro Damián                   | Nominado   |
| Mejor villano              | Óscar Schwebel                 | Nominado   |
| Mejor primera actriz       | Isela Vega                     | Nominada   |
| Mejor actor coestelar      | Rodrigo Murray                 | Nominado   |
| Mejor actriz juvenil       | Ale Müller                     | Nominada   |
| Mejor actriz juvenil       | Macarena García                | Nominada   |
| Mejor actriz juvenil       | Roberta Damián                 | Nominada   |
| Mejor actor juvenil        | Santiago Achaga                | Ganador    |
| Mejor actor juvenil        | Carlos Said                    | Nominado   |
| Mejor actor juvenil        | Mauricio Abad                  | Nominado   |
| Mejor dirección de cámaras | Vivian Sánchez y Daniel Ferrer | Nominados  |
| Mejor dirección de escena  | Luis Pardo y Eloy Ganuza       | Nominados  |
| Mejor guion o adaptación   | María Cervantes Balmori        | Nominada   |
| Mejor tema musical         | «Este movimiento» (Like)       | Nominado   |

### Premios Eres 2019
| Categoría    | Nominados       | Resultados |
| ------------ | --------------- | ---------- |
| Mejor actriz | Ale Müller      | Ganadora   |
| Mejor actriz | Roberta Damián  | Nominada   |
| Mejor actor  | Santiago Achaga | Nominado   |